# Amerie
Amerie, właśc. Amerie Mi Marie Rogers (ur. 12 stycznia 1980 w Fitchburgu) – amerykańska piosenkarka R&B, autorka tekstów muzycznych, producentka muzyczna, tancerka, aktorka oraz modelka.

## Życiorys

### Dzieciństwo
Urodziła się w Fitchburgu, w Massachusetts. Jej ojciec to Afrykańczyk a matka Koreanka. Z racji tego, że ojciec artystki należał do Sił Zbrojnych Stanów Zjednoczonych, Amerie często podróżowała i mieszkała w różnych miejscach na świecie, takich jak Alaska, Teksas, Niemcy, czy Korea Południowa. Obecnie mieszka w Waszyngtonie, gdzie spędziła większość dzieciństwa. W roku 1996 rozpoczęła naukę na Uniwersytecie Georgetown na kierunkach język angielski oraz sztuka. W roku 2000 opuściła szkołę.
Głównym językiem, którym posługuje się jest koreański, jednak po tym jak rodzina artystki wyprowadziła się z Korei Południowej, matka wokalistki nakazała swoim dzieciom naukę języka angielskiego. W wywiadzie dla czasopisma KoreAm Journal, Amerie wyznała, że w swoim rodzinnym domu używa języka koreańskiego.

### Kariera muzyczna

#### All I Have
Amerie zaistniała w roku 2002, kiedy to wydała swój debiutancki album "All I Have" (2002). Artystka rok wcześniej pojawiła się gościnnie na longplayu Nasa Stillmatic w utworze "Rule".
Na początku 2002 roku wokalistka wydała swój pierwszy singel z albumu, "Why Don’t We Fall in Love" jedynie dla stacji radiowych w Stanach Zjednoczonych. Utwór cieszył się umiarkowanym sukcesem zajmując pozycje #23 w USA oraz #40 w UK. Drugim singlem z albumu był utwór "Talkin’ To Me", który nie odniósł sukcesu w Stanach Zjednoczonych. Mimo iż kawałki promujące krążek nie zajmowały pożądanych miejsc na Billboard Hot 100, sam album odniósł sukces sprzedając się w postaci 623 000 egzemplarzy, plasując się na pozycji #9 na Billboard 200 oraz otrzymując certyfikat złotej płyty.
Pod koniec roku 2002 artystka kontynuowała karierę solową wydając singel "I’m Coming Out", cover Diany Ross, który znalazł się na ścieżce dźwiękowej do filmu Pokojówka na Manhattanie. W roku 2003 Amerie powróciła do udzielania się w utworach znanych raperów; pierwszy singel nagrany z LL Cool J to "Paradise" (pozycja w Top 20 na notowaniu UK Singles Chart oraz w Top 40 Billboard Hot 100), drugi – "Too Much for Me" nagrany z DJ Kayslay. Do obydwóch utworów nagrane zostały teledyski, popularne i rozpowszechnione w internecie.

#### Touch
Dnia 26 kwietnia 2002 roku Amerie wydała swój drugi, studyjny album zatytułowany "Touch". Krążek po raz kolejny wyprodukowany został przez Richa Harrisona, który w całości stworzył oraz wyprodukował siedem utworów. W porównaniu z pierwszym albumem, na krążku Amerie również udzielała się jako songwriter, współtworząc większość utworów. Touch zadebiutował na pozycji #5 notowania Billboard 200 oraz #3 na Top R&B/Hip-Hop Albums, były to najwyższe miejsca jakie osiągnął album. W sierpniu tego samego roku, RIAA odznaczyła krążek Touch certyfikatem złotej płyty. Album zdobył również dwie nominacje do nagrody Grammy w roku 2006.
Pierwszym singlem z krążka okazał się utwór "1 Thing", który znalazł się również na soundtracku do komedii romantycznej Hitch, gdzie główne role odgrywali Will Smith oraz Eva Mendes. Piosenka zawiera również sample z kawałka "Oh! Calcutta!", który nagrała funkowa grupa The Meters w latach 70. "1 Thing" sprzedał się w ilości ponad 200.000 egzemplarzy (jedynie Download) i został odznaczony platyną. Utwór stał się pierwszym, wydanym przez Amerie, który znalazł się w pierwszej dziesiątce notowania Billboard Hot 100, zajmując pozycję #8 natomiast #1 na liście Hot R&B/Hip-Hop Singles & Tracks. Piosenka uzyskała również kilka nagród oraz nominacji m.in. MTV Video Music Award, czy Soul Train Lady of Soul Awards.
Pod koniec 2005 roku Amerie wydała drugi singel z albumu – "Touch" oraz "I Don’t Care", główny singel z albumu Ricky’ego Martina Life, nagrany wspólnie z raperem Fat Joe. Ostatni z dwóch wcześniej wspomnaianych utworów znalazł się na pozycjach Top 20 w kilku krajach europejskich i Australii. Trzecim singlem z albumu okazał się utwór "Talkin’ About", który został wydany promocyjnie.

#### Because I Love It
Trzeci, studyjny album Amerie "Because I Love It" jest pierwszym, który nie został w całości wyprodukowany przez długiego współpracownika, przyjaciela oraz producenta Richa Harissona. Producentami krążka zostali m.in. Bryan Michael Cox, The Buchanans, Tim & Bob i DJ Premier.
Pierwszym singlem z krążka okazał się utwór "Take Control" wyprodukowany przez Mike’a Carena oraz wydany w Stanach Zjednoczonych w grudniu 2006 roku nie odnosząc sukcesu. Piosenka zadebiutowała jedynie na liście Hot R&B/Hip-Hop Songs. Mimo iż "Take Control" nie był popularny w rodzimym kraju Amerie, na europejskich notowaniach utwór utrzymywał się na dość wysokich pozycjach, dlatego też album "Because I Love It" ukazał się w Europie w maju 2007 roku.
Do tej pory nieznana jest data premiery krążka w Stanach Zjednoczonych.

## Dyskografia

### Albumy
- 2002: All I Have
- 2005: Touch
- 2007: Because I Love It
- 2009: In Love & War

### Single
| Rok  | Singel                                | Album                               |
| ---- | ------------------------------------- | ----------------------------------- |
| 2002 | "Why Don’t We Fall in Love"           | All I Have                          |
| 2003 | "Talkin’ To Me"                       | All I Have                          |
| 2003 | "I’m Coming Out"                      | Pokojówka na Manhattanie soundtrack |
| 2005 | "1 Thing"                             | Touch                               |
| 2005 | "Touch"                               | Touch                               |
| 2005 | "Talkin’ About"                       | Touch                               |
| 2006 | "Take Control"                        | Because I Love It                   |
| 2007 | "Gotta Work"                          | Because I Love It                   |
| 2009 | "Why R U"                             | In Love & War                       |
| 2009 | "Heard 'Em All"                       | In Love & War                       |
| 2009 | "Pretty Brown" (featuring Trey Songz) | In Love & War                       |

## Filmografia
| Rok  | Tytuł          | Rola         |
| ---- | -------------- | ------------ |
| 2004 | First Daughter | Mia Thompson |

## Nagrody i nominacje

### 2003
- BET Awards: Najlepsza artystka R&B (nominacja)
- Soul Train Music Awards: Najlepszy żeński singel R&B/Soul "Why Don’t We Fall in Love" (nominacja)
- Soul Train Music Awards: Najlepszy nowy artysta R&B bądź Hip-Hop ("Why Don’t We Fall in Love") (wygrana)
- Soul Train Awards: Najlepszy żeński album R&B/Soul, All I Have (nominacja)

### 2005
- Soul Train Lady of Soul Awards: "Piosenkarka roku" (wygrana)
- VIBE Awards: "Najczęściej grany utwór w klubach" ("1 Thing") (wygrana)
- BET Awards: Videoclip roku "1 Thing" (nominacja)
- BET Awards: Najlepsza artystka R&B (nominacja)
- Soul Train Lady of Soul Awards: Najlepsza piosenka R&B/Hip-Hop roku "1 Thing" (nominacja)
- Soul Train Lady of Soul Awards: Najlepszy singel R&B/Soul "1 Thing" (nominacja)
- Soul Train Lady of Soul Awards: Najlepszy videoclip R&B/Hip-Hop "1 Thing" (nominacja)
- MOBO Awards: Najlepsza piosenka "1 Thing" (nominacja)
- MTV Video Music Awards: Najlepszy żeński videoclip "1 Thing" (nominacja)

### 2006
- ASCAP Rhythm & Soul Music Awards: "Najlepsza piosenka filmowa" ("1 Thing") (wygrana)
- Grammy Awards: Najlepszy żeński występ R&B "1 Thing" (nominacja)
- Grammy Awards: Najlepszy album R&B, Touch (nominacja)

### 2007
- MOBO Awards: Najlepsza piosenka ("Take Control") (nominacja)
- MTV Europe Music Awards: Najlepszy artysta Urban (nominacja)